# Лемсин, Айша
Айша Лемсин (настоящее имя — Айша Лаиди, фр. Aïcha Laidi; род. 1942, Тебесса) — алжирская писательница, пишущая на французском языке, и защитница прав женщин.

## Биография
Айша Лемсин родилась в 1942 году вблизи Тебессы. Она — защитница прав женщин и избиралась вице-президентом Всемирной женской организации за права, литературу и развитие и работала в Международном женском комитете ПЕН-клуба. Лемсин была вынуждена покинуть Алжир, поскольку исламские боевики считали её неблагонадежной.
Её муж, Али Лаиди, занимал должность посла Алжира в Испании (1965—1970), Иордании (1977—1984), Великобритании и Ирландии (1984—1988) и Мексике (1988—1991).

## Творчество
Айша — автор романов и эссе. Также она писала многое для алжирской печати и иностранных газет. Она специализируется на истории ислама, политическом исламизме и правах мусульманок. Её регулярно приглашали участвовать в семинарах и конгрессах по всему миру.
Первые два романа Лемсин основаны на событиях времен Войны за независимость Алжира. Её работы переведены на испанский, португальский, арабский и английский языки.
В 1995 году она получила грант Геллмана-Гаммета от организации Human Rights Watch в поддержку своего литературного творчества.
Творческий псевдоним Лемсин состоит из арабских букв (ل произносится как «lām») (L) и (س произносится как «sīn») (S), которые являются первыми буквами её фамилии после замужества и фамилии при рождении.

### Роман «Ла Хризалида»
В романе «Ла Хризалида» Айша Лемсин описывает эволюцию алжирского общества и женщин из-за жизни нескольких поколений алжирской семьи. Эта книга, опубликованная на французском языке, стала первым романом алжирской женщины спустя четырнадцать лет после провозглашения национальной независимости Алжира. Произведение разоблачило противоречие между реальным положением женщин в её стране и Конституцией, провозглашавшей «эгалитарный социализм», где «…гарантируются основные свободы и права человека и гражданина. Запрещается любая дискриминация по признаку пола, расы или профессии (ст. 39)».
Книга была запрещена в Алжире. Министерство «бытовых и исламских дел» направило жандармов изъять «Ла Хризалида» из стенда «Издание для женщин», представленного на первой международной выставке. Официальная цензура была тогда скоординирована с агрессивной критикой, начатой группой университетских преподавательниц, назвавших книгу «розовым и неоколониалистическим романом» и даже «антипатриотическим».

## Избранные работы
- La chrysalide: Chroniques algeriennes, роман (1976), переведен на английский как «The Chrysalis»
- Ciel de porphyre, роман (1978), переведенный на английский как «Под небом Порфира»
- Ordalie des voix, эссе (1983)
- Au Cœur du Hezbollah, эссе (2008) («В сердце Хезболлы»)[10]